# هری هریسون
هری هریسون یا (به انگلیسی: Harry Harrison) تولد ۱۲ مارس ۱۹۲۵ با نام اصلی هنری مکسول دمپسی (به انگلیسی: Henry Maxwell Dempsey) یکی از نویسندگان علمی-تخیلی‌نویس آمریکایی است.
عمدهٔ شهرت وی به خاطر شخصیت آفریدهٔ او به نام موش فولادی ضد زنگ و نوول جا باز کنید! است.